# Salomona liturata
Salomona liturata är en insektsart som beskrevs av Ludwig Redtenbacher 1891. Salomona liturata ingår i släktet Salomona och familjen vårtbitare. Inga underarter finns listade i Catalogue of Life.